# Калатори
Калатори (лат. Calatores) — рід глашатаїв у Стародавньому Римі. Їх назва походить або від давньогрецького слова дав.-гр. καλεῖν, або від латинського лат. calare. Значення у цих слів однакове — скликати. Це були особливі слуги для скликання або запрошень. Зокрема це були слуги великого понтифіка. Їх головним обов'язком було усувати перешкоди при релігійних урочистостях, також вони були зобов'язані скликати народ на Калатні коміції.